# Arteaga, Coahuila
Arteaga är en ort i Mexiko.   Den ligger i kommunen Arteaga och delstaten Coahuila, i den centrala delen av landet, 700 km norr om huvudstaden Mexico City. Arteaga ligger 1 679 meter över havet och antalet invånare är 8 446.
Terrängen runt Arteaga är varierad. Runt Arteaga är det glesbefolkat, med 9 invånare per kvadratkilometer. Närmaste större samhälle är Saltillo, 16,1 km väster om Arteaga. Omgivningarna runt Arteaga är i huvudsak ett öppet busklandskap.